# Операція Вахіава
Операція «Вахіава» — це операція, яку проводила 25-та піхотна дивізія в провінції Хаунгія, тривала з 16 по 30 травня 1966 р.

## Прелюдія
За даними американської розвідки, 1-й батальйон В'єтконгу, полк 165А, його штаб-квартира та склади зберігання були виявлені на плантації Філхол, лісах Хо Бо і Бой Лой.

## Операція
Через близькість оперативного району до базового табору 25-ї дивізії, командир, генерал Фредерік К. Вейенд, направив на виконання операції всю дивізію. В ході прочісування місцевості дивізія зустріла спорадичний опір і виявила численні схованки з припасами.

## Наслідки
Операцію «Вахіава» офіційно було завершено 30 травня, США заявили, що втрати В'єтконгу склали 157 чоловік вбитими.